# SICAD/open
SICAD/open (Abkürzung für Siemens Computer Aided Design) ist eine professionelle GIS-Software. Sie wird seit 1979 von Siemens entwickelt und in erster Linie im kommunalen Bereich für den bildlichen Teil des Liegenschaftskatasters (ALK) einschließlich Stadtgrundkarte, Baumkataster, Statistik (Kleinräumige Gliederung), Stadtplanung (B-Plan, Flächennutzungsplan, Landschaftsplan) sowie im Bereich Ver- und Entsorgung (Gas, Strom, Wasser, Fernwärme) eingesetzt.
SICAD/open ist ein offenes System, lauffähig auf Unix-, Linux- und Windows-Betriebssystemen. Zur Verwaltung der Geodaten dienen relationale Datenbanksysteme (z. B. Oracle oder Informix). Die Clients kommunizieren über TCP/IP mit den Servern.
Seit 1998 wird das Produkt durch das eigenständige Unternehmen SICAD GEOMATICS vertrieben.
Die SICAD Geomatics GmbH & Co. oHG, damals eine 100-prozentige Tochter von Siemens Business Services aus München, wurde 2002 von der AED Graphics AG aus Bonn übernommen, die seitdem unter dem Namen AED-SICAD GmbH firmiert.
AED-SICAD hatte sich schon früh entschlossen, für den AdV-Standard ALKIS (Amtliches Liegenschaftskatasterinformationssystem) eine völlig neue Produktlinie auf Basis der Esri- ArcGIS Technologie zu erstellen. Deshalb wird das System SICAD/open nicht mehr weiterentwickelt. Es gab nur noch in längeren Abständen Fehlerberichtigungen, zuletzt Ende 2007 die Korrekturversionen SICAD/open 7.1A20 für Windows- und SICAD/open 7.1A25 für UNIX-Plattformen. Diese Versionen waren bei vielen Kommunen noch lange im Einsatz, sind inzwischen aber fast überall durch die neue 3A Produktlinie von AED-SICAD ersetzt worden.